# 夜景
夜景一般是指晚上城市建築物的燈光形成的景像，有國家或地區是以燦爛夜景來吸引遊客，發展旅遊業。

## 香港

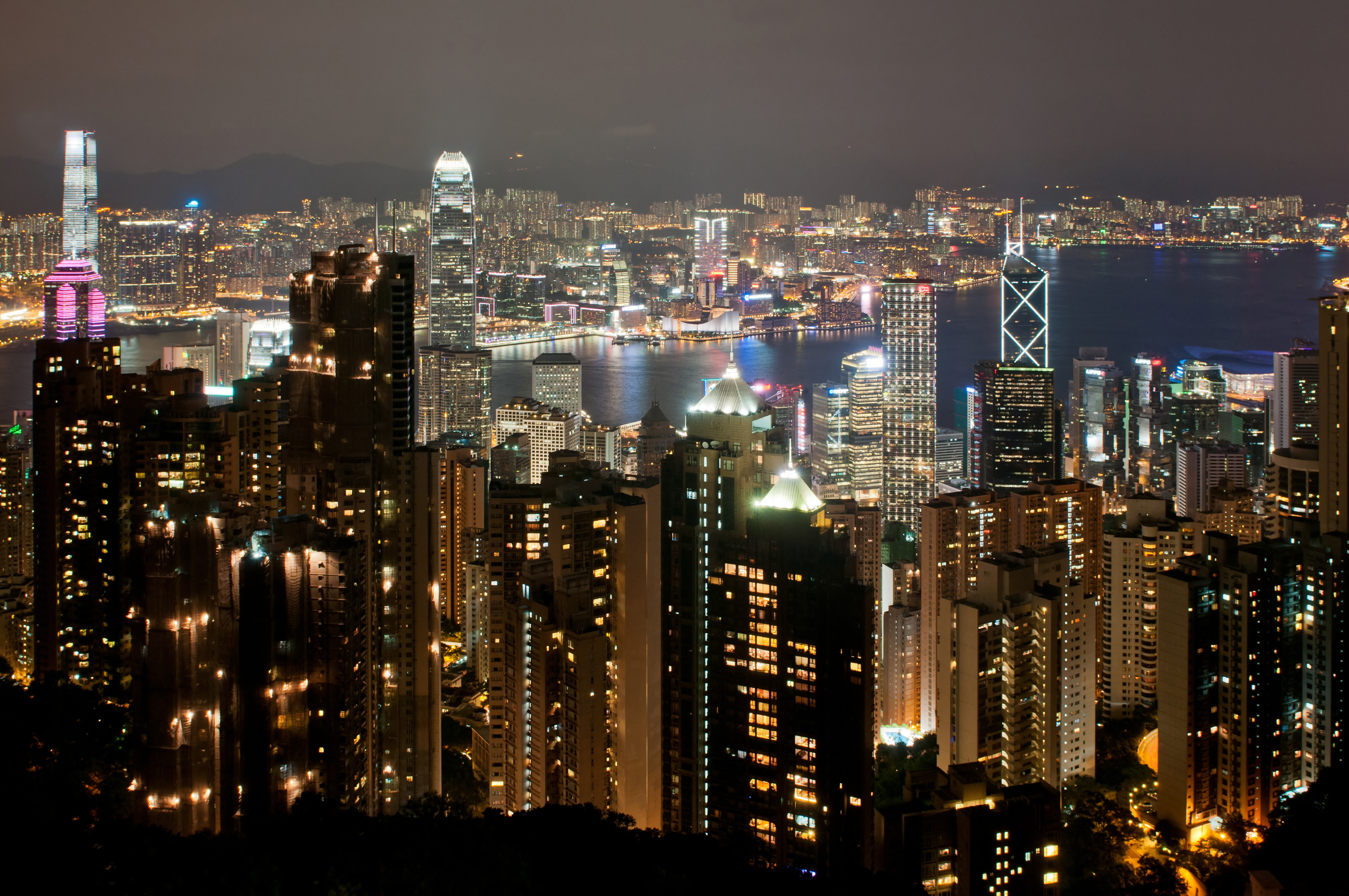
從太平山山頂俯瞰維多利亞港夜景

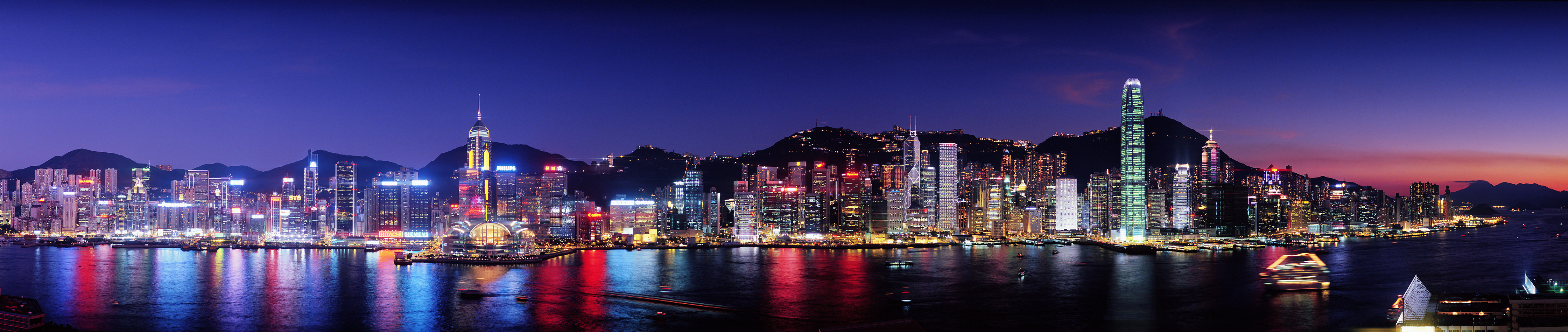
香港島夜景的環景攝影圖

維多利亞港兩岸的夜景長久以來是香港地標之一，是世界三大夜景之一。部分外地遊客會在太平山爐峰峽俯瞰維港夜景，每日平均不少於九千五百人次，亦有部分選擇到尖沙咀海濱長廊觀賞。建築物中以兩岸最高的環球貿易廣場及國際金融中心最為突出。

政府為吸引更多遊客，由2004年開始，香港旅遊發展局每日於香港時間晚上八時正，舉辦幻彩詠香江燈光匯演。歷來耗資四千四百萬港元，曾經吸引了超過400萬名旅客及市民欣賞。2005年11月21日，幻彩詠香江正式獲列入《健力士世界紀錄大全》，成為全球最大型燈光音樂匯演。

## 臺北

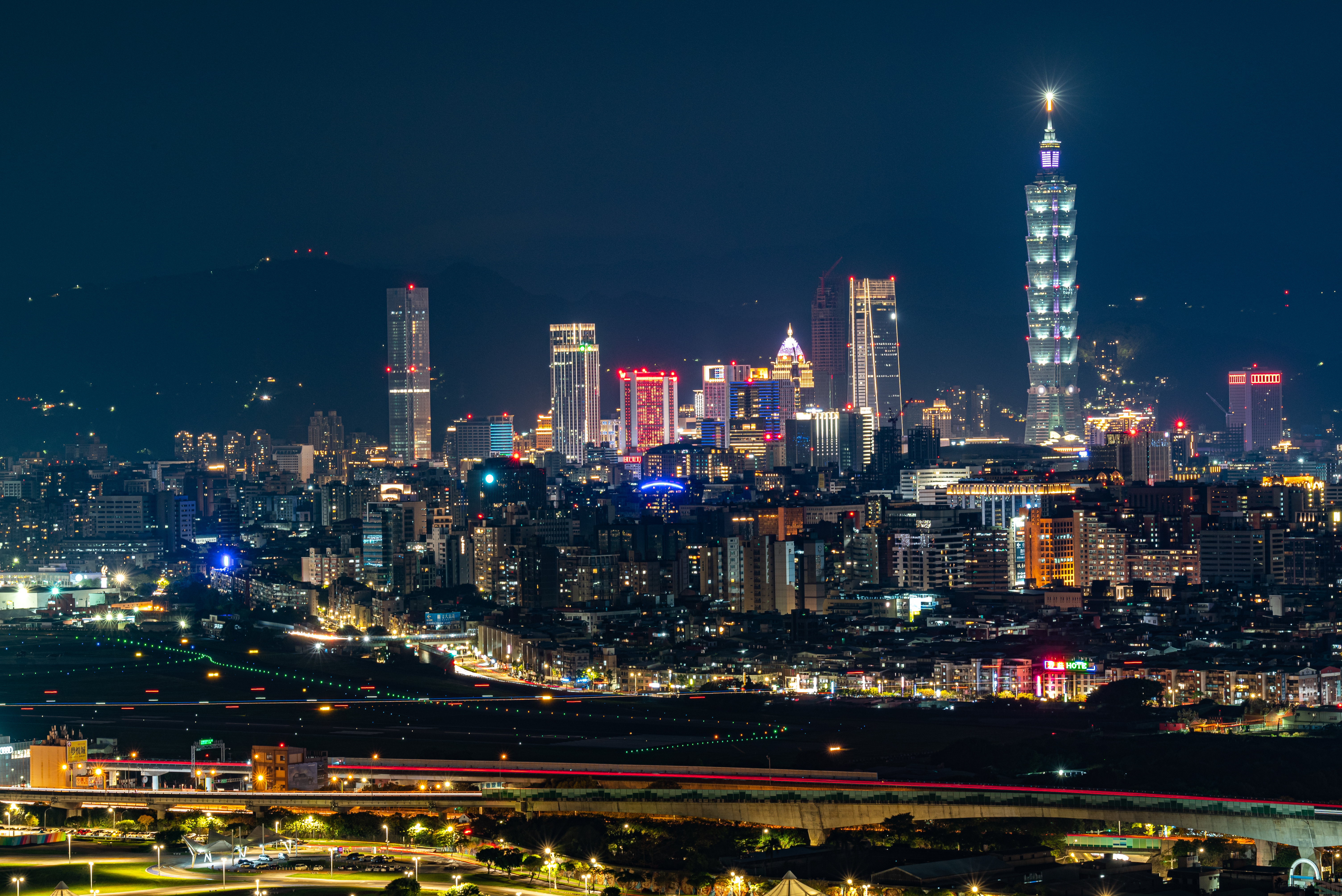
台北夜景

在台北市，最爲突出的建築物有台北101，其次還有台北南山廣場及國泰置地廣場，其主要摩天高樓大廈的夜景都集中在信義計畫區一帶。

## 澳門

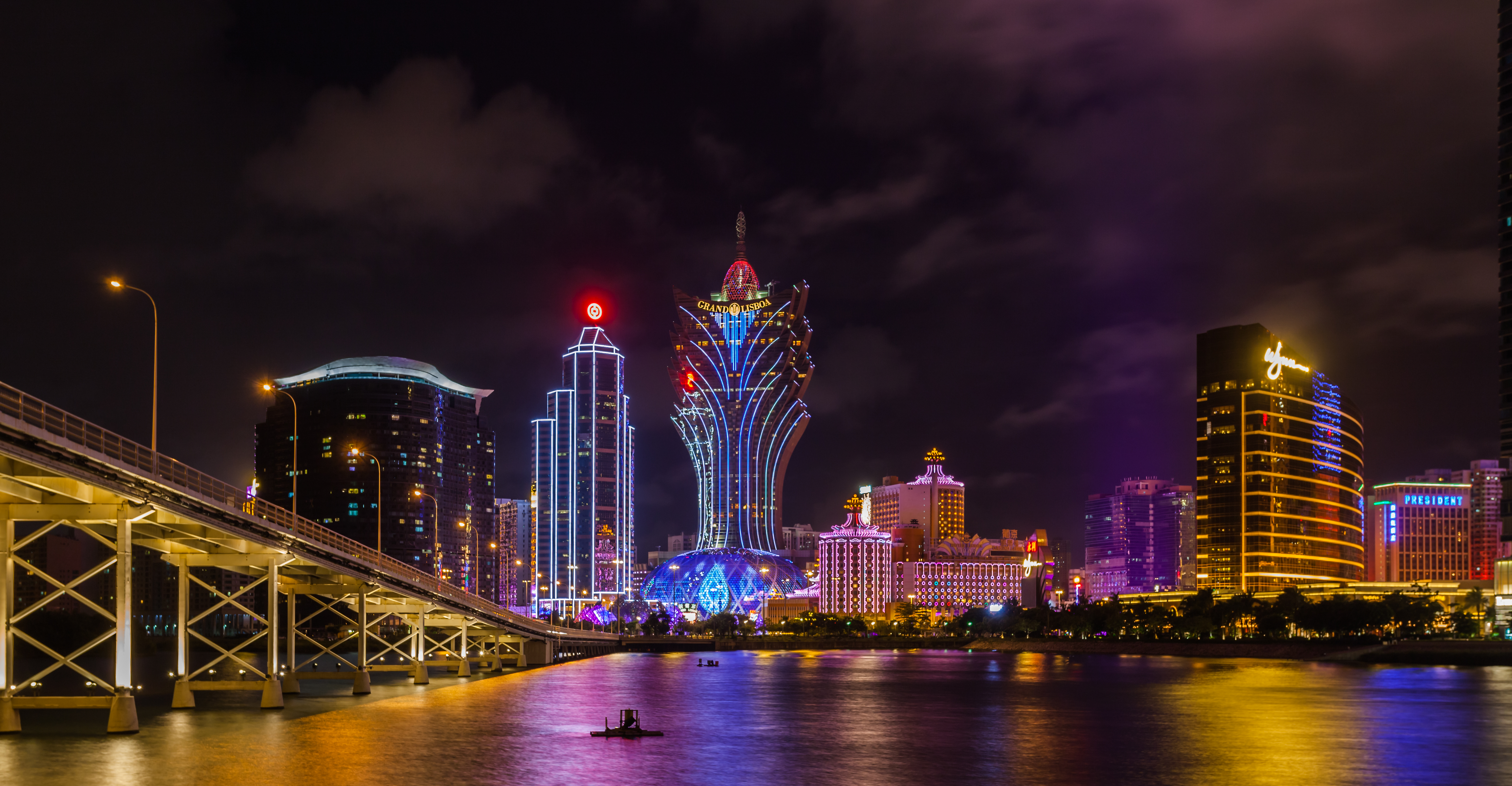
澳門夜景

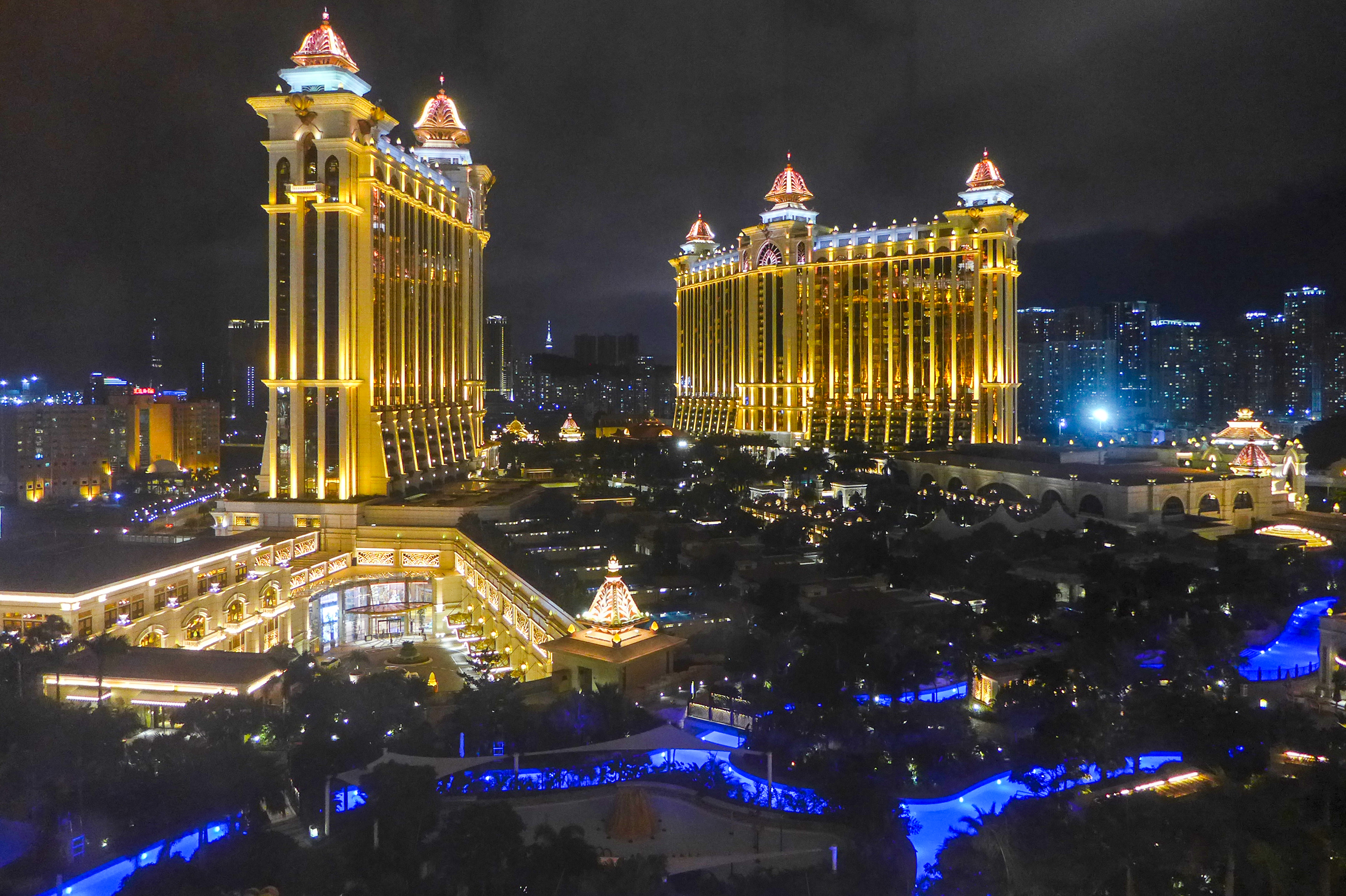
澳門銀河晚上夜景

澳門的夜景，主要集中在賭場的建築物。

## 上海
上海市的夜景中，最爲突出的建築物是最高的上海中心大廈、金茂大厦、上海环球金融中心，其次還有东方明珠广播电视塔、東方濱江大酒店、上海浦东香格里拉大酒店。

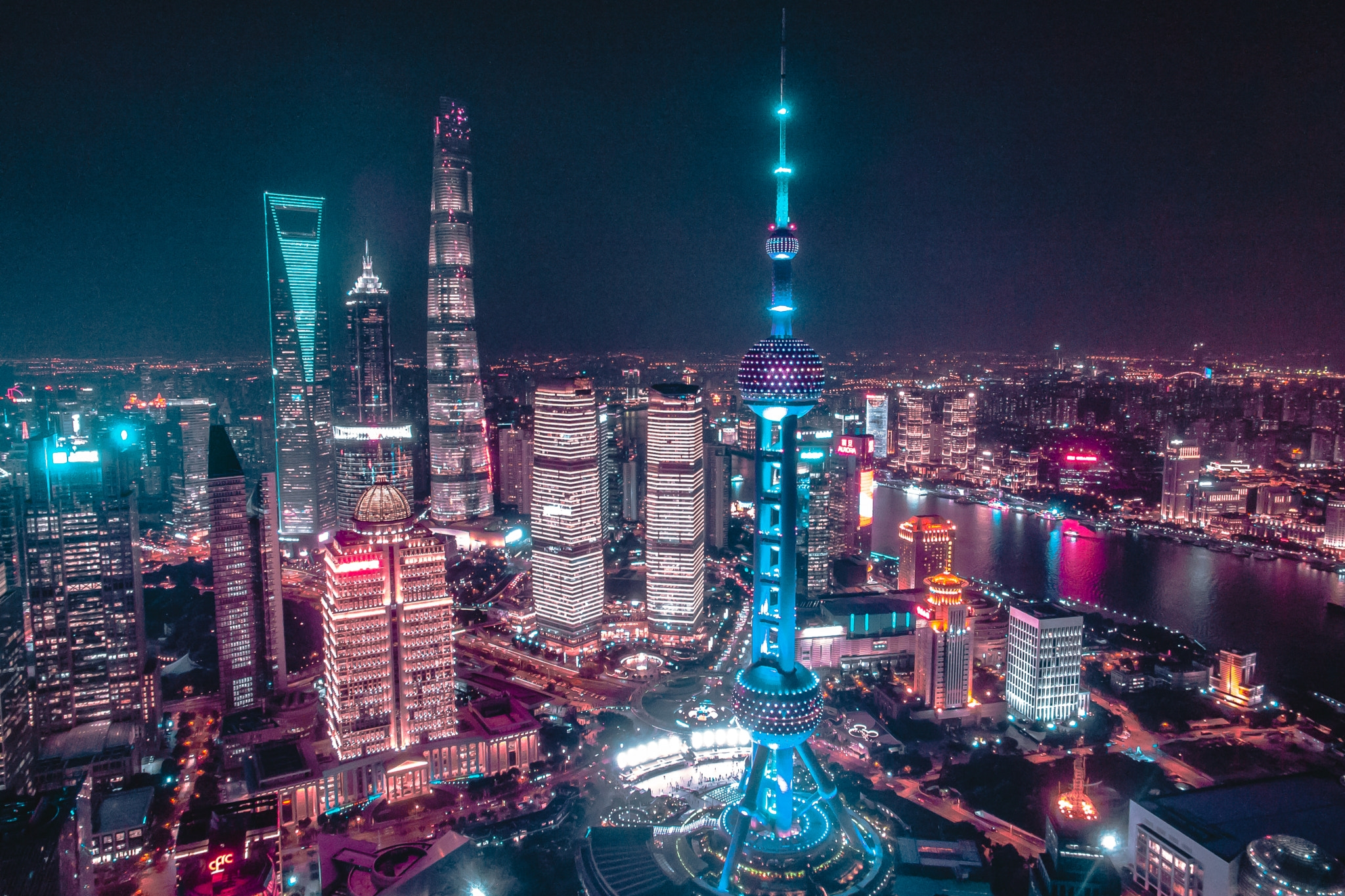
上海黃浦江夜景
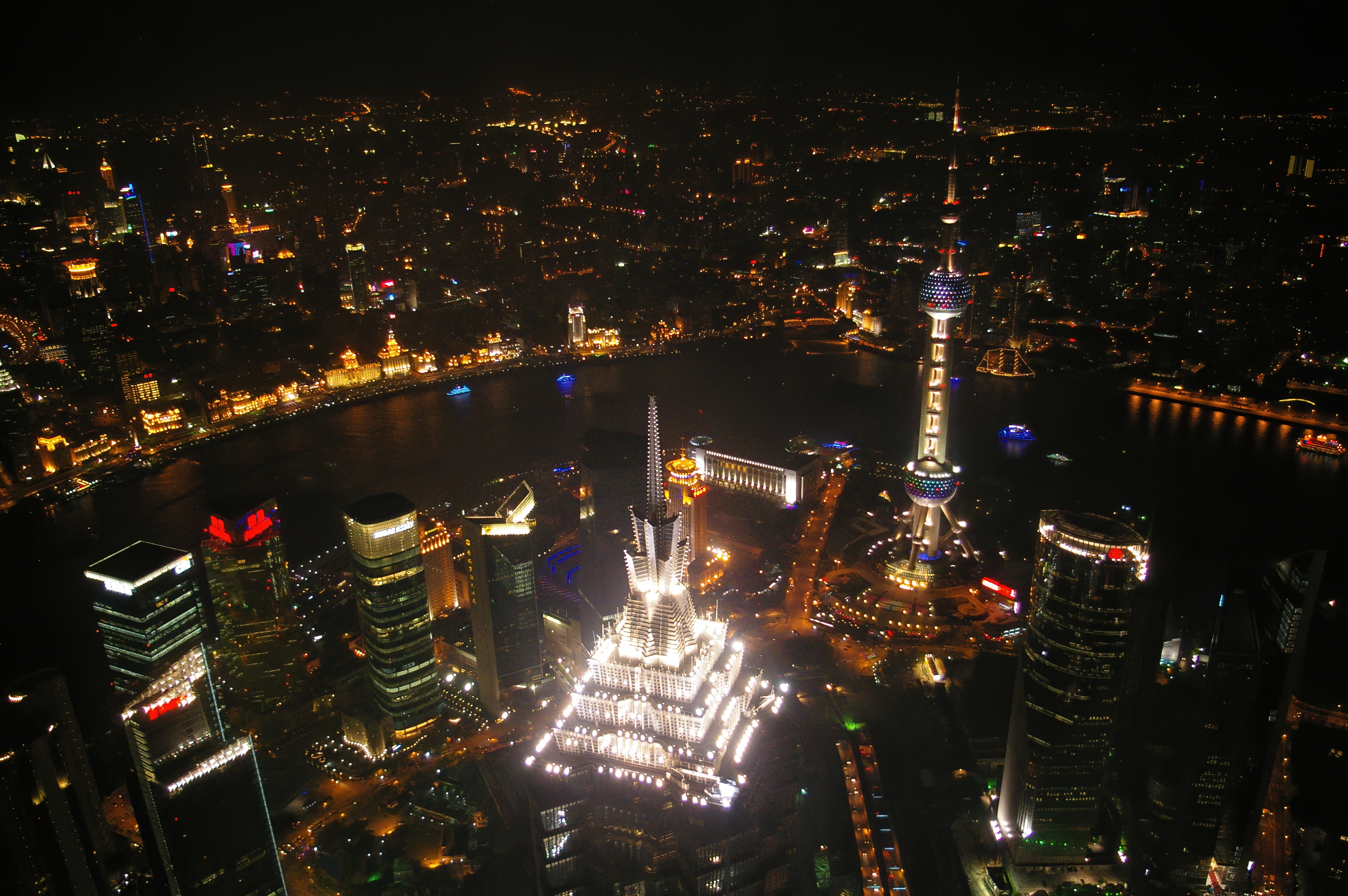
從空中俯瞰上海夜景

## 重庆
重庆市的夜景中，最爲突出的建築物是解放碑中央商务区建筑群、重庆来福士广场、重庆大剧院、洪崖洞民俗风貌区。

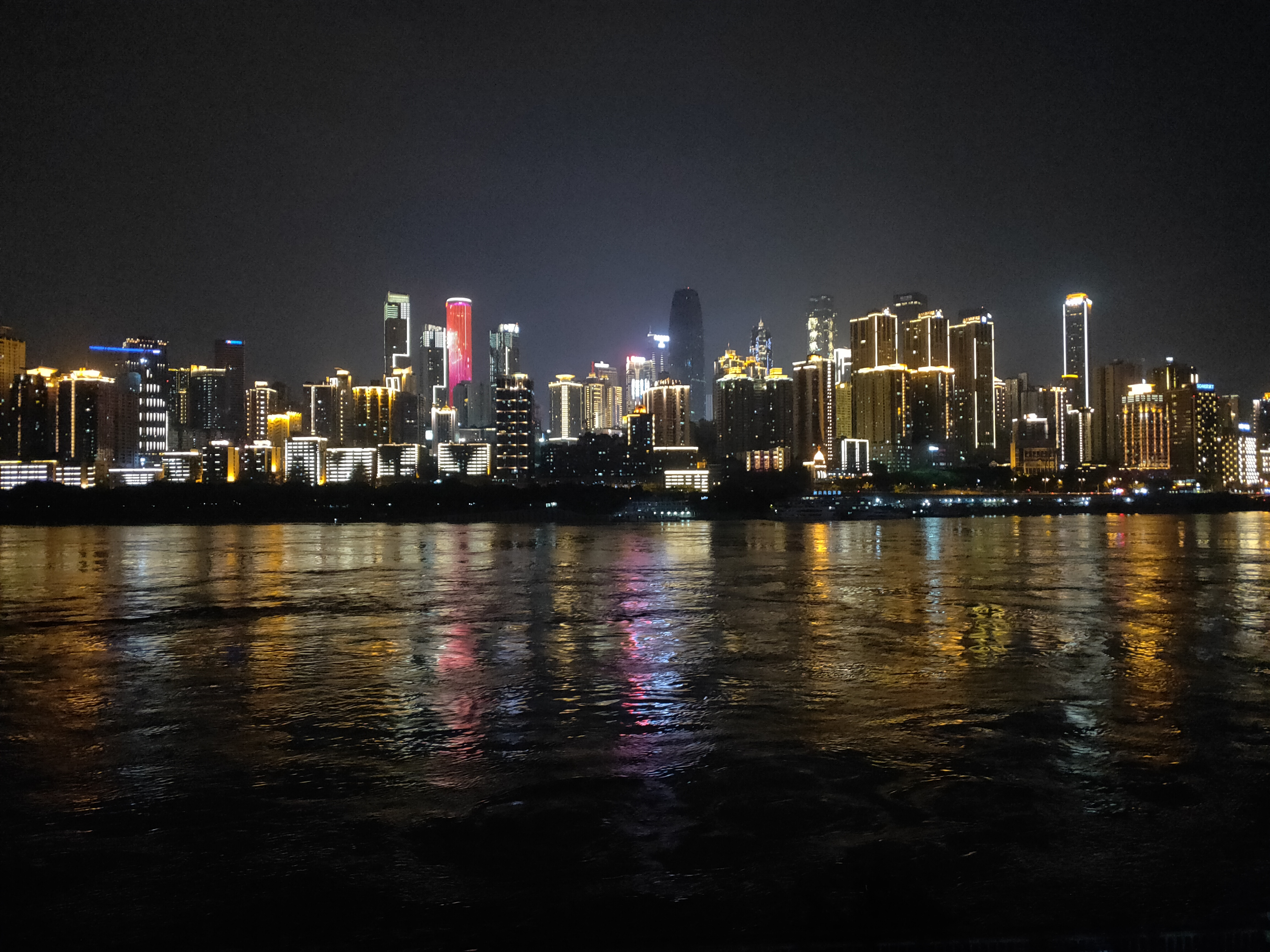
从南滨路隔江眺望解放碑中央商务区夜景
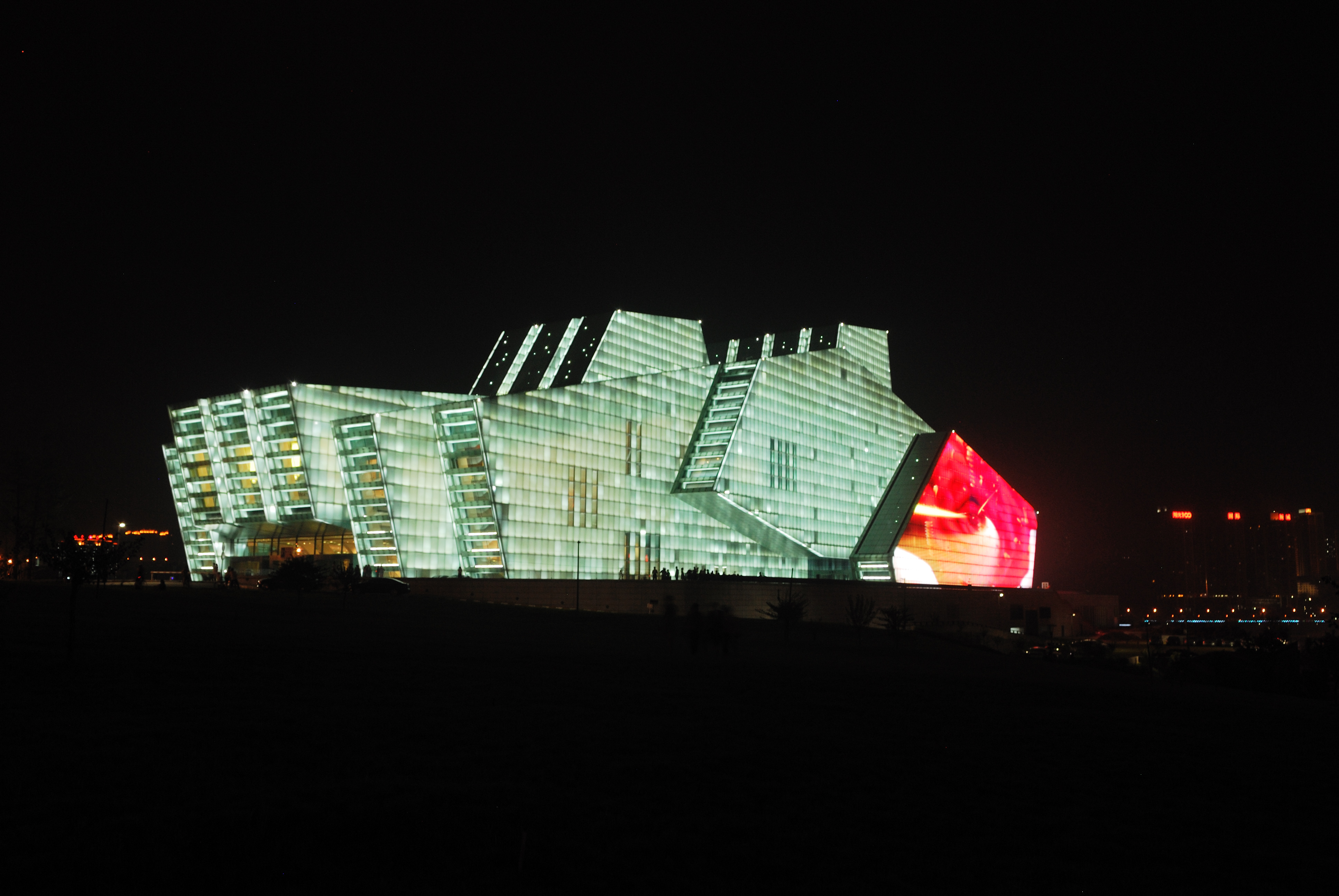
重庆大剧院夜景
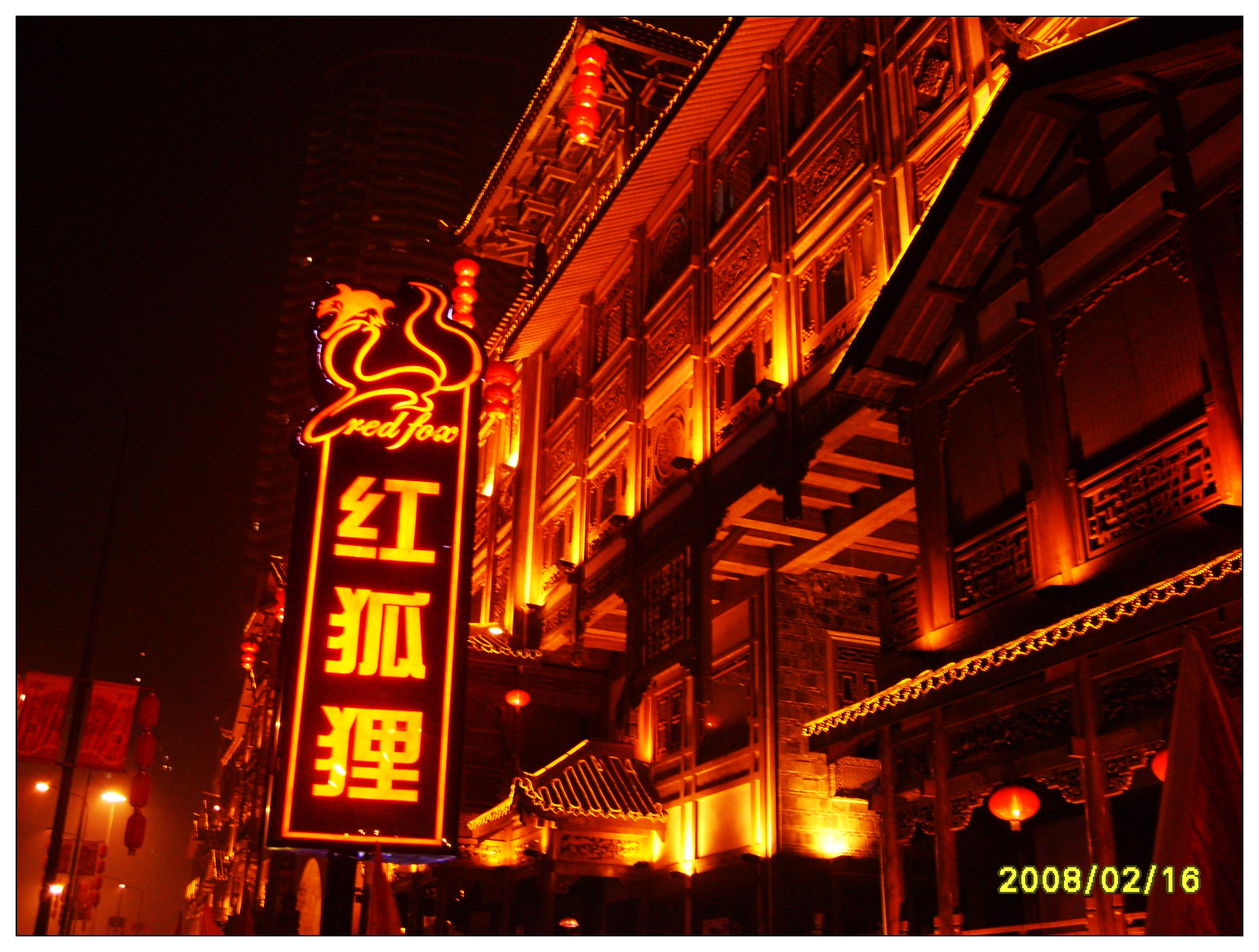
洪崖洞民俗风貌区夜景
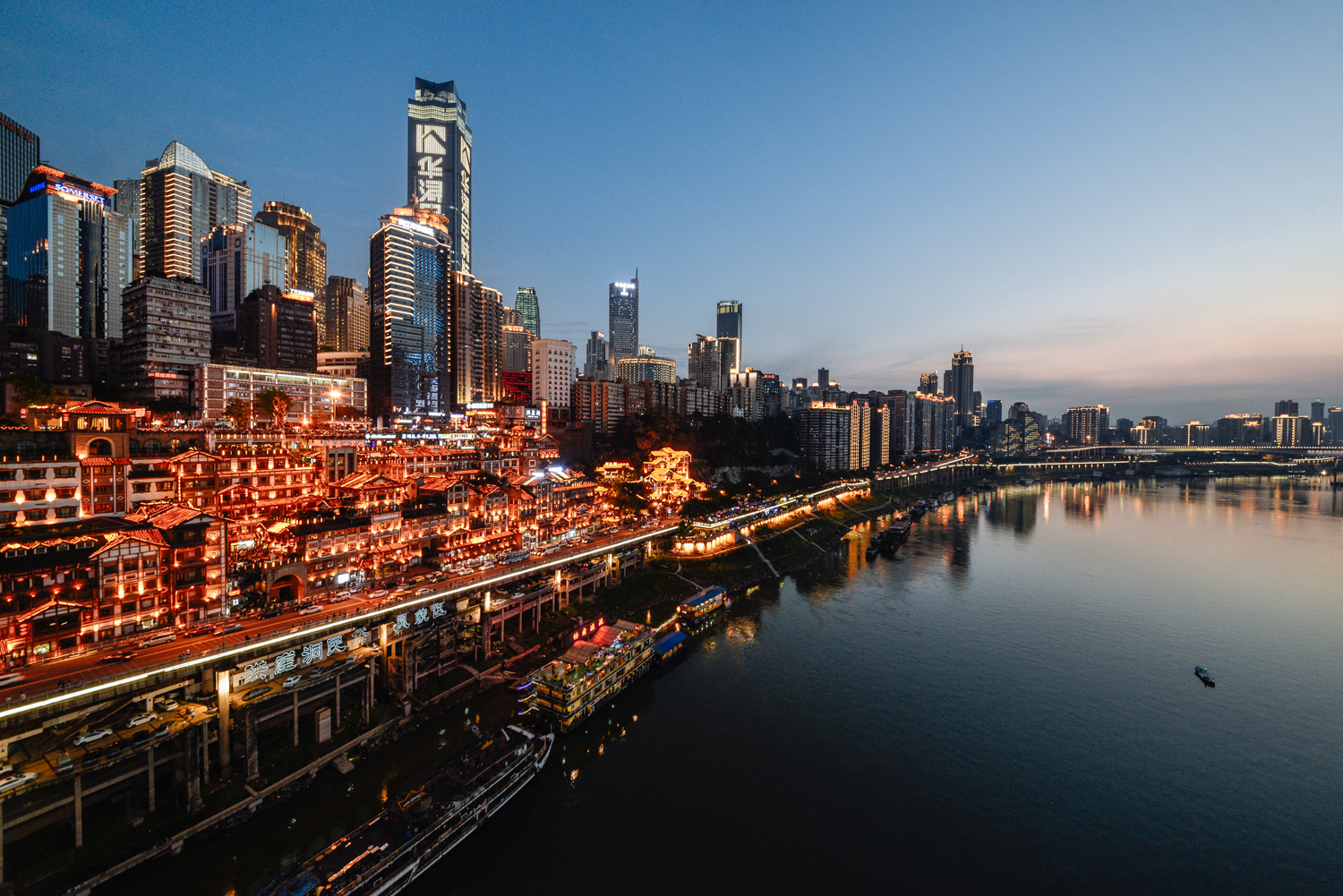
洪崖洞民俗风貌区黄昏